# 商君书
《商君书》，又称《商子》，关于《商君书》的作者，学术界颇有争论。第一种意见认为《商君书》基本是伪书，持这种看法的有郭沫若、黄云眉、顾实、劉汝霖等。第二种意见是基本肯定《商君书》的作者是商鞅，持这种看法的人除史志的编著者外，还有吕思勉、谭献等人。第三种意见认为《商君书》是商鞅遗著与其他法家遗著的合编，此书非作于一人，也非写于一时，持这种看法的有高亨等人。在《汉书》中录有二十九篇，但现在仅存二十四篇（另有两篇有目无文）。其中有些篇所述史实在商鞅死后，说明不是商鞅本人所作，但书中保留了商鞅法家思想遗著，並记录了商鞅的言行，约为战国末年商鞅后学编成。《韩非子》與司马迁都曾提到过这部书。

## 成書研考
- 《韓非子‧五蠹》說：「今境內之民皆言治，藏商、管之法者家有之。」
- 司馬遷在《史記‧商君列傳》最後說："余尝读商君《开塞》、《耕战》书，与其人行事相类。"认为它的思想内容和商鞅所从事的政治活动相符合。
- 《漢書-藝文志》著錄《商君》二十九篇， 班固注曰：「名鞅，姬姓，衛後也，相秦孝公。」

《諸葛武侯集》中始有《商君書》之名，又稱《商子》，《隋書》、《舊唐書》、《新唐書》、《宋史》或著錄《商君書》，或著錄《商子》，皆曰五卷。現有二十六篇，其中第十六篇存目無文，第二十一篇有錄無文，實存二十四篇。《商君書》有嚴可均校本，近人朱師轍撰有《商君書解詁定本》，王時潤撰有《商君書集解》，蔣禮鴻撰有《商君書錐指》。宋代鄭樵《通志·藝文略》、晁公武《郡齋讀書志》都說今亡三篇，陳振孫《直齋書錄解題》則說今亡其一，可能是他們所見的版本不同，因而所記的缺佚篇數也不一樣。《群書治要》卷三十六引《商君書-六法》中一段，實際只有二十四篇半。
據後人考證，多為商鞅之後的人，「殆法家者流，掇鞅余論，以成是編」(《四库提要》)。《商君書》中《更法》、《錯法》、《徠民》等多篇涉及商鞅死後之事，顯非出自商鞅之手。《四库提要》云「殆法家流，掇鞅餘論，以成是編」，應是商鞅及其後學的著作彙編，其中著重論述了商鞅一派的變法理論和具體措施。

## 思想內容
《商君书》着重论述商鞅一派在當時秦國施行的变法理论和具体措施。
- 《更法》篇第一 詳細記述了商鞅與甘龍、杜摯在秦孝公面前爭論變法的問題。
- 《去強》篇第四 論削除民不聽從政令帶來的弊端，並需要籍以刑罰，專心農戰，少事商賈做為解決之方。
  - “國以善民治姦民者，必亂至削；國以姦民治善民者，必治至強”《商君书·去強》。国家利用良民来统治奸民，国家必乱，以至于削灭。国家利用奸民来统治良民，国家必治，以至于强。
- 《开塞》篇第七 提出了社会发展的三个阶段：“上世亲亲而爱私，中世上贤而说仁，下世贵贵而尊官。”这种历史变化的观点在哲学史上有重要的进步意义。在具体措施上，此书主张加强君权，建立赏罚严明的法治制度，取消贵族的世袭特权，奖励军功，提倡耕战，同时反对用诗书礼乐和道德教化的手段治理国家。
- 《弱民》篇第二十 旨在闡述『弱民』與『強國』之間的相對關係。
  - “民弱國彊，民彊國弱，故有道之國，務在弱民”《商君书·弱民》。民如果强了，国君的统治地位就不稳了，所以国君的统治地位要想稳定必须先“弱民”。

### 弱民政策
《商君书》论述了大量弱民政策，以及法家士子为帝王稳固政权而剥夺百姓人权的观点。例如：《商君书》认为，国家与人民是矛盾的关系。人民强大，则国家虚弱；想要国家强大，则必须削弱人民。能够战胜强敌、称霸天下的国家，必须制服本国的人民。只有使人民思想单纯、朴实忠厚，人民才不易反抗国家和君主，这样国家才会容易治理，君主的地位才会牢固。《商君书》认为治理国家要以恶治善才能使国家强大。《商君书》中主张重刑轻赏，他认为加重刑罚，减少奖赏，是君主爱护民众，民众就会拼命争夺奖赏；增加奖赏，减轻刑罚，是君主不爱护民众，民众就不会为奖赏而拼死奋斗。

### 捐納制度
去強篇叙述了捐納制度：「粟爵粟任則國富。」靳令篇：「民有餘糧，使民以粟出官爵。官爵必以其力，則農不怠。」

## 重要版本
| 版本       | 时间     | 备注                   |
| ---------- | -------- | ---------------------- |
| 范钦本     | 明朝     | 范钦天一阁刊本         |
| 冯觐本     | 明朝     | 冯觐                   |
| 秦四麟本   | 明朝     | 秦四麟                 |
| 程荣本     | 明朝     | 程荣《汉魏丛书》       |
| 緜眇閣本   | 明朝萬曆 | 馮夢禎緜眇閣刻         |
| 吴勉学本   | 明朝萬曆 | 刊於《二十子》中       |
| 歸有光本   | 明朝天启 | 《諸子匯函》           |
| 崇文书局本 | 明朝     | 崇文书局刻《诸子百家》 |
| 问经堂本   | 清朝     | 严可均校孙星衍刻本     |
| 指海本     | 清朝     | 钱熙祚校               |
| 孫詒讓本   | 清朝     | 孫詒讓校               |

## 注疏
关于《商君书》的校释，有清人严可均校本，近人王时润《商君书斠诠》、朱师辙《商君书解诂定本》、蒋礼鸿《商君书锥指》、高亨《商君书注译》等。兹择要罗列如下：
| 书名                      | 作者   | 中国朝代 |
| ------------------------- | ------ | -------- |
| 諸子平議·卷二十·商子      | 俞樾   | 清朝     |
| 商君書札迻                | 孫詒讓 | 清朝     |
| 读诸子札记                | 陶鸿庆 | 清朝     |
| 商君书斠诠 商君书集解     | 王时润 | 中华民国 |
| 商君书解诂 商君书解诂定本 | 朱师辙 | 中华民国 |
| 商君书笺正                | 简书   | 中华民国 |
| 商君书校释                | 陈启天 | 中华民国 |
| 商君书锥指                | 蒋礼鸿 | 中华民国 |
| 商君书注译                | 高亨   | 中华民国 |

## 延伸阅读
[在维基数据编辑]
 在维基文库阅读本作品原文（ 在维基共享资源阅览影像）
 《商子 (四庫全書本)》
 《商子 (四部叢刊本)》
 《欽定古今圖書集成·理學彙編·經籍典·商子部》，出自陈梦雷《古今圖書集成》

## 外部連結
- 尤鋭：〈從“社會工程學”角度再論《商君書》的政治思想 （页面存档备份，存于）〉。
- 《商君書》全文 （页面存档备份，存于） (中英文對照版)